# 粗梗稠李
粗梗稠李是蔷薇科李属的植物。分布于不丹、缅甸、尼泊尔、锡金、印度以及中国大陆的陕西、贵州、四川、安徽、西藏、江西、云南等地，生长于海拔1,200米至2,500米的地区，一般生于常绿或落叶阔叶混交林中。

## 别名
尼泊尔稠李（拉汉种子植物名称）